# Дубец (река)
Дубец — река в России, протекает на юго-западе Переславского района Ярославской области. Устье реки находится в 26 км по правому берегу реки Кубрь от её устья. Длина реки составляет 17 км, площадь водосборного бассейна — 89 км². Сельские населённые пункты у реки: Мартынка, Первушино; устье находится напротив посёлка Кубринск.
В пойме реки Дубец, при впадении её в реку Кубрь, Жданая гора узкими отрогами переходит в холмы, окружённые торфяными болотами.

## Данные водного реестра
По данным государственного водного реестра России относится к Верхневолжскому бассейновому округу, водохозяйственный участок реки — Волга от Иваньковского гидроузла до Угличского гидроузла (Угличское водохранилище), речной подбассейн реки — бассейны притоков (Верхней) Волги до Рыбинского водохранилища. Речной бассейн реки — (Верхняя) Волга до Куйбышевского водохранилища (без бассейна Оки).
Код объекта в государственном водном реестре — 08010100812110000004124.